# When It's All Over We Still Have to Clear Up
When It's All Over We Still Have to Clear Up es el segundo álbum de la banda Snow Patrol. Fue sacado a la venta el 5 de marzo de 2001. Todas las canciones fueron escritas por Gary Lightbody y la música fue compuesta por Gary Lightbody, Mark McClelland y Jonny Quinn, al igual que en su disco anterior, Songs for Polarbears.
Las ventas del álbum aumentaron súbitamente después de la liberación del siguiente disco, Final Straw, que fue el primer éxito del grupo. Tras el éxito de ese álbum, a los fanes le interesaron sus anteriores obras y entonces When It's All Over We Still Have to Clear Up subió en ventas.
De este álbum sacaron los sencillos Ask me how I am y One night is not enough

## Lista de canciones
1. "Never Gonna Fall in Love Again". - 2:10
2. Ask me how I am - 2:34
3. "Making Enemies". - 4:18
4. "Black and Blue". - 3:40
5. "Last Ever Lone Gunman". - 2:43
6. "If I'd Found the Right Words to Say". - 4:47
7. "Batten Down the Hatch". - 3:29
8. One night is not enough - 3:23
9. "Chased by... I Don't Know What". - 2:41
10. "On/Off". - 2:40
11. "An Olive Grove Facing the Sea". - 5:18
12. "When It's All Over We Still Have to Clear Up". - 3:17
13. "Make Love to Me Forever". - 2:55
14. "Firelight". - 3:43

## Reedición 2006
1. "Never Gonna Fall in Love Again". - 2:10
2. "Ask Me How I Am". - 2:34
3. "Making Enemies". - 4:18
4. "Black and Blue". - 3:40
5. "Last Ever Lone Gunman". - 2:43
6. "If I'd Found the Right Words to Say". - 4:47
7. "Batten Down the Hatch". - 3:29
8. "One Night Is Not Enough". - 3:23
9. "Chased by... I Don't Know What". - 2:41
10. "On/Off". - 2:40
11. "An Olive Grove Facing the Sea". - 5:18
12. "When It's All Over We Still Have to Clear Up". - 3:17
13. "Make Love to Me Forever". - 2:55
14. "Firelight". - 3:43
15. "In Command of Cars". - 3:59
16. "Talk to the Trees". - 1:57
17. "Monkey Mobe". - 1:16
18. "Workwear Shop". - 2:25
19. "Ask Me How I Am" (Video)". - 2:44